# Batalla de Neuwarp
La Batalla de Neuwarp, también conocida como Batalla de Frisches Haff, fue una  batalla naval entre Suecia y Prusia que tuvo lugar el 10 de septiembre de 1759 como parte de la Guerra de los Siete Años. La batalla tuvo lugar en la  laguna de Oder, en alemán  Oderhaff, entre Neuwarp y Usedom y lleva el nombre anterior, que resulta ambiguo, para la laguna de Frisches Haff  ya que más tarde se llamó así exclusivamente a la laguna del Vístula.
Las fuerzas navales suecas compuestas por 28 buques y 2250 hombres al mando del capitán teniente Carl Rutensparre y Wilhelm von Carpelan destruyeron una fuerza prusiana de 13 buques y 700 hombres al mando del capitán von Köller.
La consecuencia de la batalla fue que la pequeña flota que Prusia tenía a su disposición dejó de existir. La pérdida de la supremacía naval también significó que las posiciones prusianas en Usedom y Wollin se volvieron insostenibles y fueron ocupadas por las tropas suecas.

## Intervención sueca en la guerra de los Siete Años
Al estallar el conflicto Suecia fue liderada por un gobierno dominado por el partido pro-francés Caps, que consideró que esta guerra, principalmente dirigida contra Prusia, era la oportunidad para que Suecia recuperara los territorios perdidos ante Prusia en el pasado en Pomerania y devolver la boca del  Oder al control sueco. El canciller y jefe del partido, el barón Anders Johan von Höpken, envió un ejército de 14 500 hombres a Stralsund, capital de la Pomerania sueca, bajo mando del mariscal de campo Ungern-Sternberg, con la misión principal de capturar Stettin, actualmente en Polonia, que controlaba las bocas del Oder.

## Primeras operaciones
Los suecos lanzaron una primera ofensiva pero fueron derrotados en Stralsund por el ejército prusiano bajo el mando del mariscal Lehwaldt. Ungern-Sternberg fue reemplazado por el conde von Rosen, que no asumió ningún riesgo y se quedó bloqueado en Stralsund. Sin embargo, una ofensiva rusa en el oeste de Prusia obligó a Lehwaldt a abandonar la Pomerania sueca el 27 de junio de 1758. Suecia envió refuerzos y un nuevo comandante en jefe, el conde Hamilton que se benefició de las dificultades prusianas volviendo a la ofensiva. Aunque las tropas prusianas en la zona estaban fuertemente disminuidas como para enfrentarse a la amenaza rusa, pusieron una resistencia tenaz a los suecos y las batallas y escaramuzas se sucedieron una tras otra sin que ninguno de los beligerantes pudiera obtener una ventaja decisiva sobre el otro. El conflicto tomó un giro naval cuando los prusianos construyeron una flota en Stettin por la transformación más o menos afortunada de barcos de pesca o transporte en buques de guerra, para desafiar a un escuadrón sueco que apoyaba a la ofensiva terrestre. Informados de estos preparativos, los suecos decidieron destruir esta flota.

## La batalla
A comienzos de agosto de 1759, el escuadrón sueco de Ruthensparre se trasladó al Oder y se dirigió hacia la laguna de Stettin. El 8 de agosto forzó las defensas de Peenemünde y penetró en la mitad occidental de la laguna llamada Kleines Haff, o Little Lagoon, por los alemanes. 
El 22 de agosto, los suecos ganaron un enfrentamiento inicial contra una flota bajo el mando del capitán von Köller frente a Anclam. El 10 de septiembre, las dos flotas volvieron a enfrentarse cerca de Neuwarp. Los barcos suecos comandados por Wilhelm von Carpellan se alinearon en cuatro líneas: en la primera se encontraban los barcos más poderosos —cuatro galeras de 13 cañones—, luego cuatro semi-galeras de cinco cañones con propulsión mixta de vela y remo; luego tres balandras y un barco con obuses; finalmente una línea de 13 cañoneras. Por su parte, los prusianos tenían cuatro galeotes de 14 cañones y cuatro galeras con 11 cañones cada una, así como cinco cañoneras. 
Una vez dentro del alcance, los suecos se colocaron en una sola línea. Sin embargo, las tres semi-galeras suecas y nueve cañoneras navegaban hacia el sur donde habían aparecido barcos de vela no identificados que resultaron ser barcos neutrales; pero esto significó que estos barcos suecos no tomaron parte en el comienzo de la batalla, la cual duró cuatro horas. La batalla terminó en una fuerte derrota prusiana, con sus principales barcos hundidos o capturados y más de 600 de sus marineros capturados, por pérdidas menores (13 muertos y 14 heridos) en el lado sueco.

## Resultados
La victoria garantizó el control sueco de la laguna, que explotaron al capturar la isla de Wollin . Sin embargo, su objetivo final de Stettin permaneció en manos prusianas. Sin desanimarse, los prusianos comenzaron a construir una nueva flota. La Batalla de Frisches Haff fue una victoria efímera para los suecos y la retirada rusa de la guerra de 1762 los colocó en una situación muy difícil. Al darse cuenta de que no tenían una fuerza lo suficientemente grande como para contener a las temibles tropas bajo el mando del rey Federico II de Prusia por sí mismos, los suecos le propusieron un acuerdo de paz basado en un retorno al statu quo anterior a la guerra . Frederick aceptó la propuesta y la formalizó al firmar el tratado de Hamburgo el 22 de mayo de 1762.